# Szumowo (gemeente)
De gemeente Szumowo is een landgemeente in het Poolse woiwodschap Podlachië, in powiat Zambrowski.
De zetel van de gemeente is in Szumowo.
Op 30 juni 2004 telde de gemeente 4876 inwoners.

## Oppervlakte gegevens
In 2002 bedroeg de totale oppervlakte van gemeente Szumowo 141,15 km², waarvan:
- agrarisch gebied: 70%
- bossen: 24%

De gemeente beslaat 19,25% van de totale oppervlakte van de powiat.

## Demografie
Stand op 30 juni 2004:
| Omschrijving                   | Totaal | Totaal | Vrouwen | Vrouwen | Mannen | Mannen |
| ------------------------------ | ------ | ------ | ------- | ------- | ------ | ------ |
| eenheid                        | aantal | %      | aantal  | %       | aantal | %      |
| inwoners                       | 4876   | 100    | 2402    | 49,3    | 2474   | 50,7   |
| bevolkingsdichtheid (inw./km²) | 34,5   | 34,5   | 17      | 17      | 17,5   | 17,5   |

In 2002 bedroeg het gemiddelde inkomen per inwoner 1476,01 zł.

## Administratieve plaatsen (sołectwo)
Głębocz Wielki, Kaczynek, Kalinowo, Krajewo-Budziły, Łętownica, Ostrożne, Paproć Duża, Paproć Mała, Pęchratka Polska, Radwany-Zaorze, Rynołty, Srebrna, Srebrny Borek, Stryjki, Szumowo, Wyszomierz Wielki, Zaręby-Jartuzy, Żabikowo Prywatne, Żabikowo Rządowe.

## Overige plaatsen
Jarzębie, Mroczki-Stylongi, Nowe Szumowo, Pęchratka-Parcele, Podbiel Duża, Wyszomierz-Kolonia.

## Aangrenzende gemeenten
Andrzejewo, Ostrów Mazowiecka, Stary Lubotyń, Śniadowo, Zambrów